# Wolf Point
Wolf Point è una città degli Stati Uniti d'America situata in Montana, nella contea di Roosevelt.